# 武吉英达
武吉英達是一個位於马来西亚柔佛州新山縣內的鄉鎮，被譽為柔佛州西部地區的新商業中心。全鎮人口6萬餘人，房屋1萬多間。

## 歷史
武吉英達於1997年開始建成，榮獲2001年柔佛州景觀獎、2001年國家景觀競賽和2005年最佳國家景觀獎。
2010年5月24日，馬來西亞和新加坡總理簽署了一項標誌性的協議，大幅降低馬新第二通道的過路費，從而使武吉英達的居民受益。

## 設施及景點
- 銀行：中國工商銀行、中國銀行、大馬銀行、豐隆銀行、BSN銀行、回教銀行、大眾銀行、聯合銀行、匯豐銀行、渣打銀行、馬來亞銀行、人民銀行
- 酒店：公園酒店、古迪酒店、科茲酒店、普林斯頓酒店、帕里斯酒店、格拉納達酒店
- 購物中心：ÆON武吉英达購物中心、Lotus武吉英达、TF Value-Mart武吉英达
- 公園：武吉英達公園

## 圖集

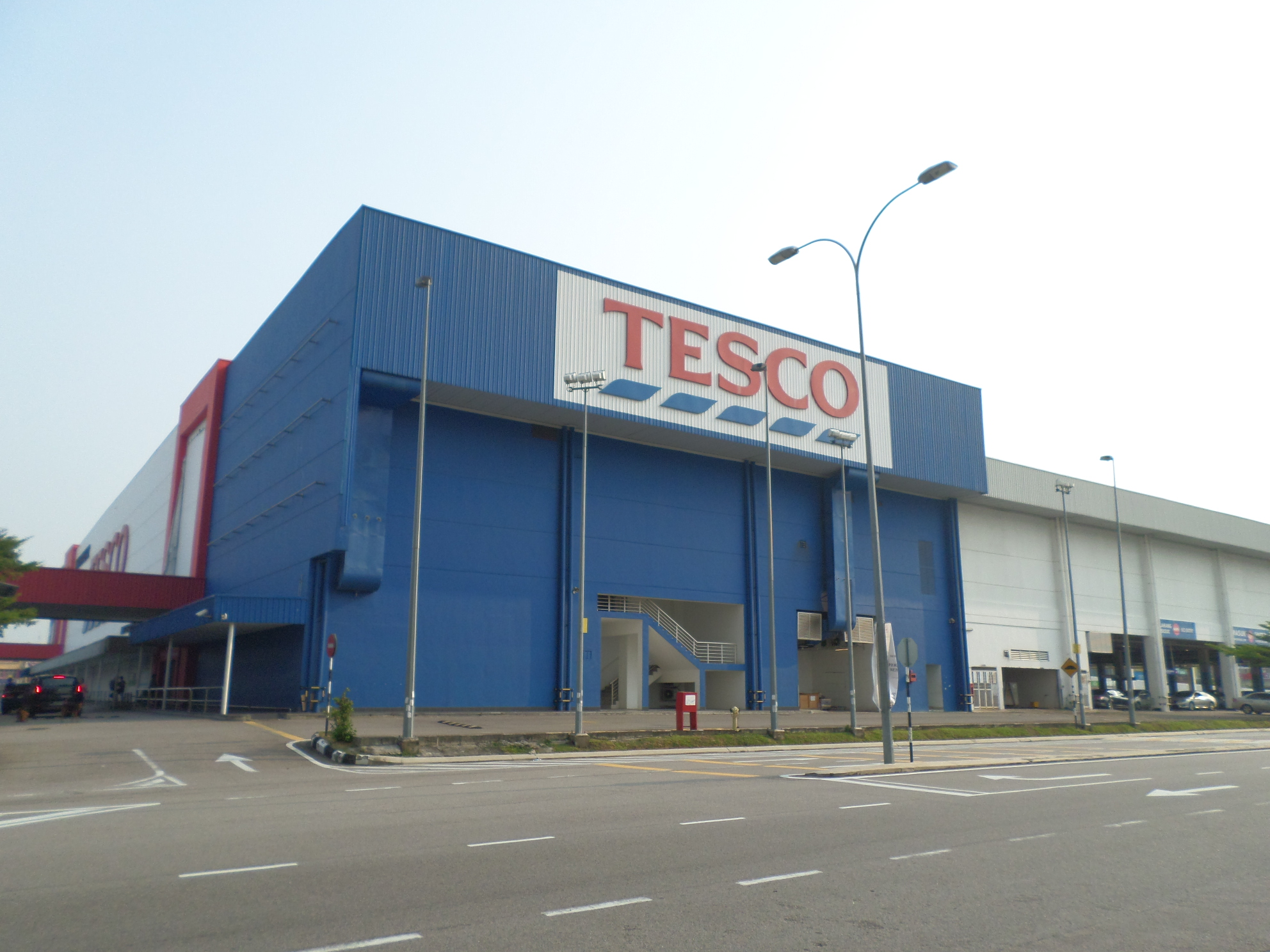
Tesco武吉英达
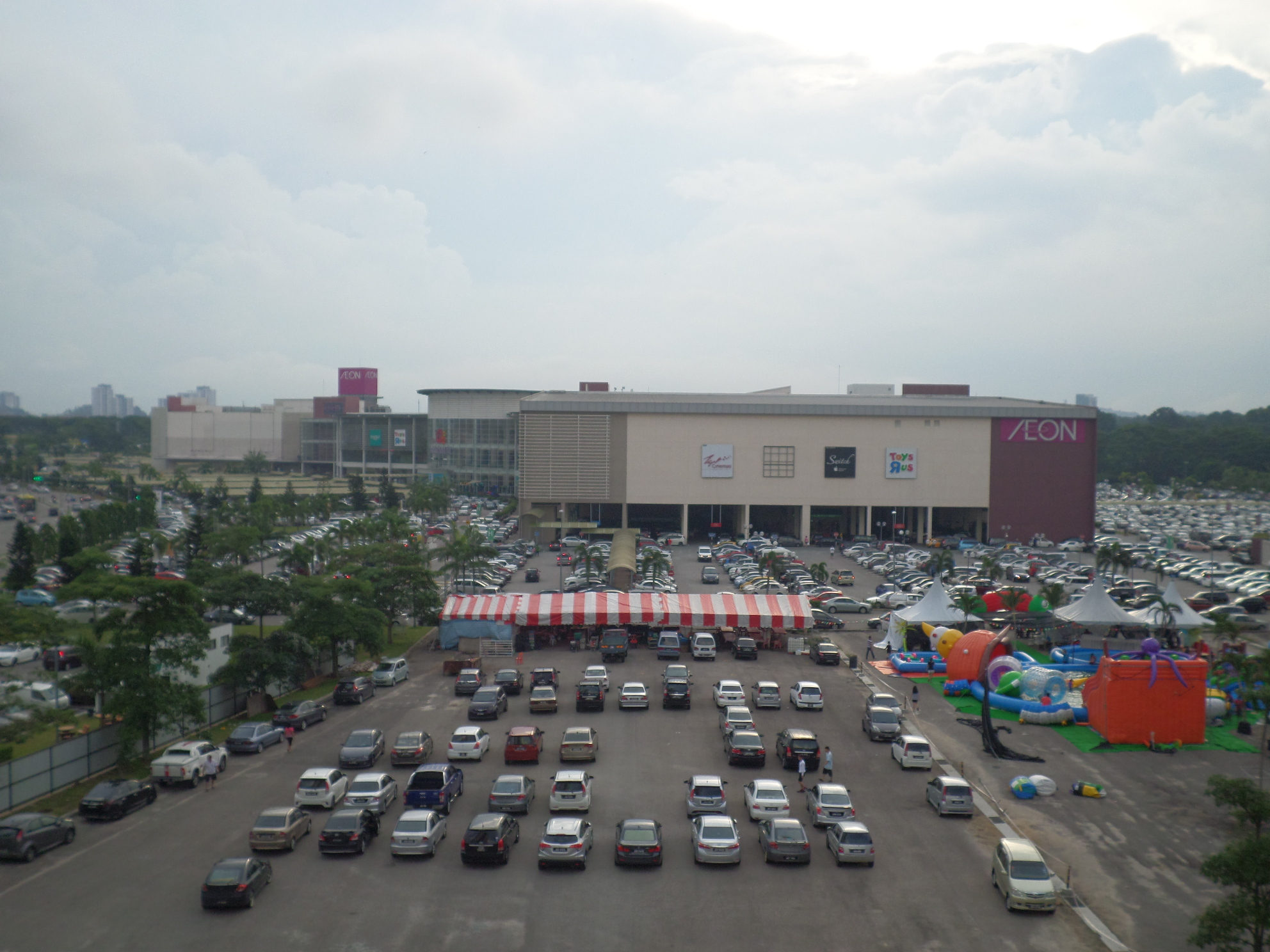
ÆON武吉英達購物中心
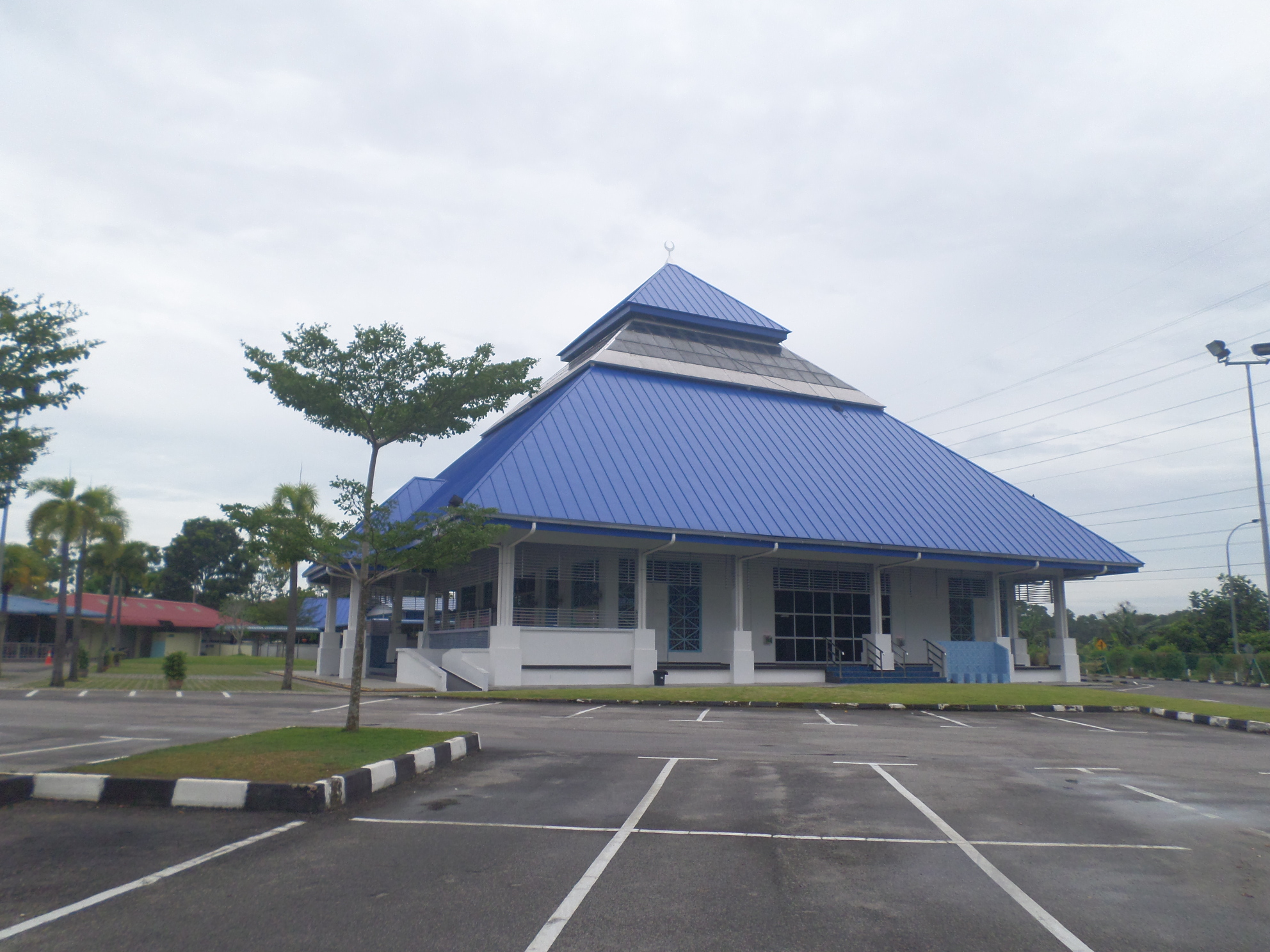
武吉英達清真寺

## 交通
- 可從新山駕車或在新山中央車站乘坐111、221巴士到達。[3]
- 可從新加坡駕經馬新第二通道到達，約20分鐘（不包含過關用時）。